# أرون ليا إسيكا
أرون ليا إسيكا (مواليد 15 نوفمبر 1997) هو لاعب كرة قدم بلجيكي يلعب في مركز المهاجم في نادي بارنسلي.

## روابط خارجية
- أرون ليا إسيكا على موقع الاتحاد الأوربي (الإنجليزية)
- أرون ليا إسيكا على موقع اتحاد تركيا (لاعب) (الإنجليزية)
- أرون ليا إسيكا على موقع إي إس بي إن إف سي (الإنجليزية)
- أرون ليا إسيكا على موقع قاعدة بيانات كرة القدم.إي يو (الإنجليزية)
- أرون ليا إسيكا على موقع ليكيب (الفرنسية)
- أرون ليا إسيكا على موقع Soccerbase.com (لاعب) (الإنجليزية)
- أرون ليا إسيكا على موقع Soccerway.com (الإنجليزية)
- أرون ليا إسيكا على موقع عالم كرة القدم.نت (الإنجليزية)
- أرون ليا إسيكا على موقع AS.com (الإسبانية)